# Rathaus Iserlohn

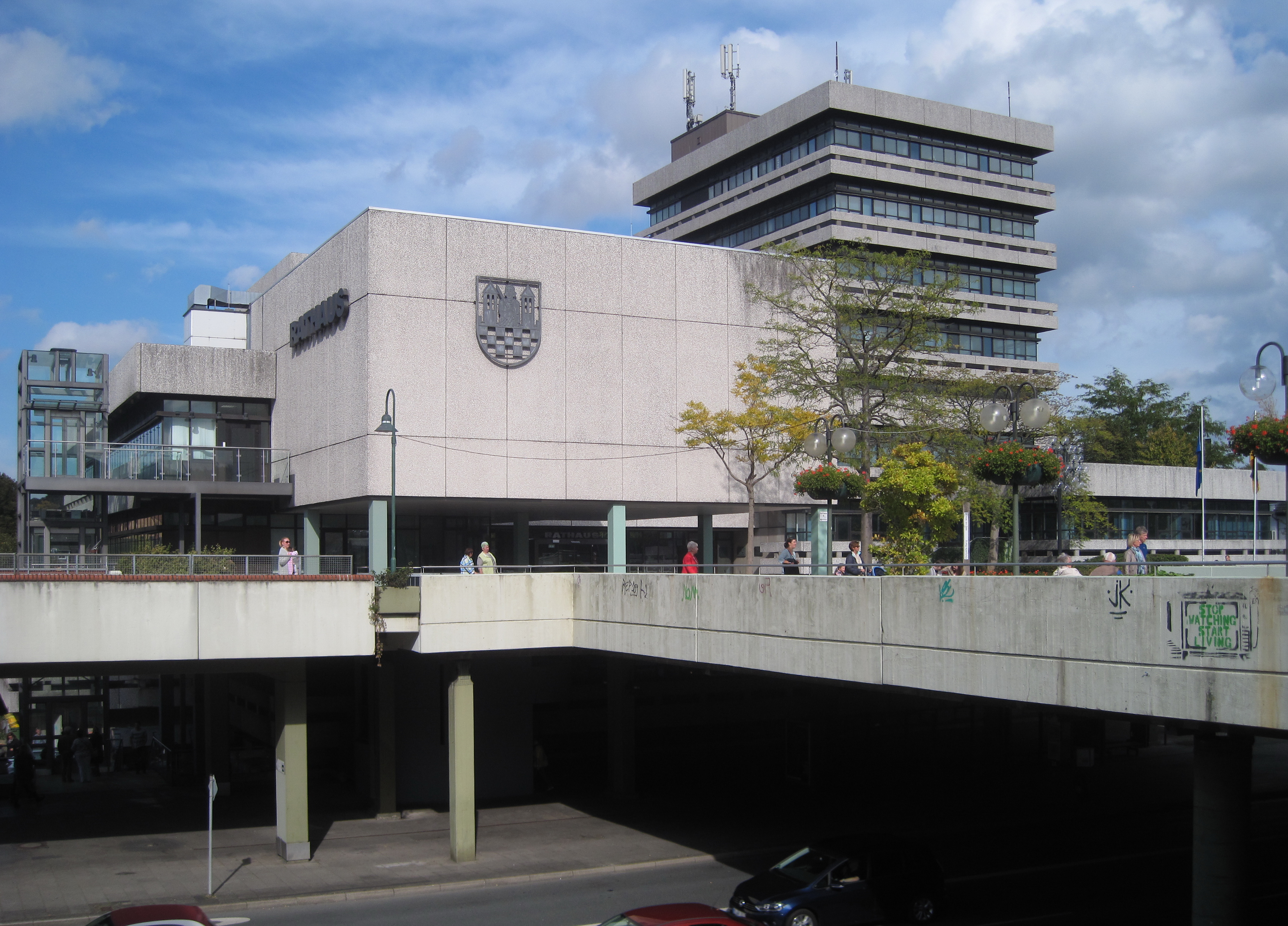
Rathaus mit Schillerplatzbrücke über den Theodor-Heuss-Ring (Südwestansicht, 2015)

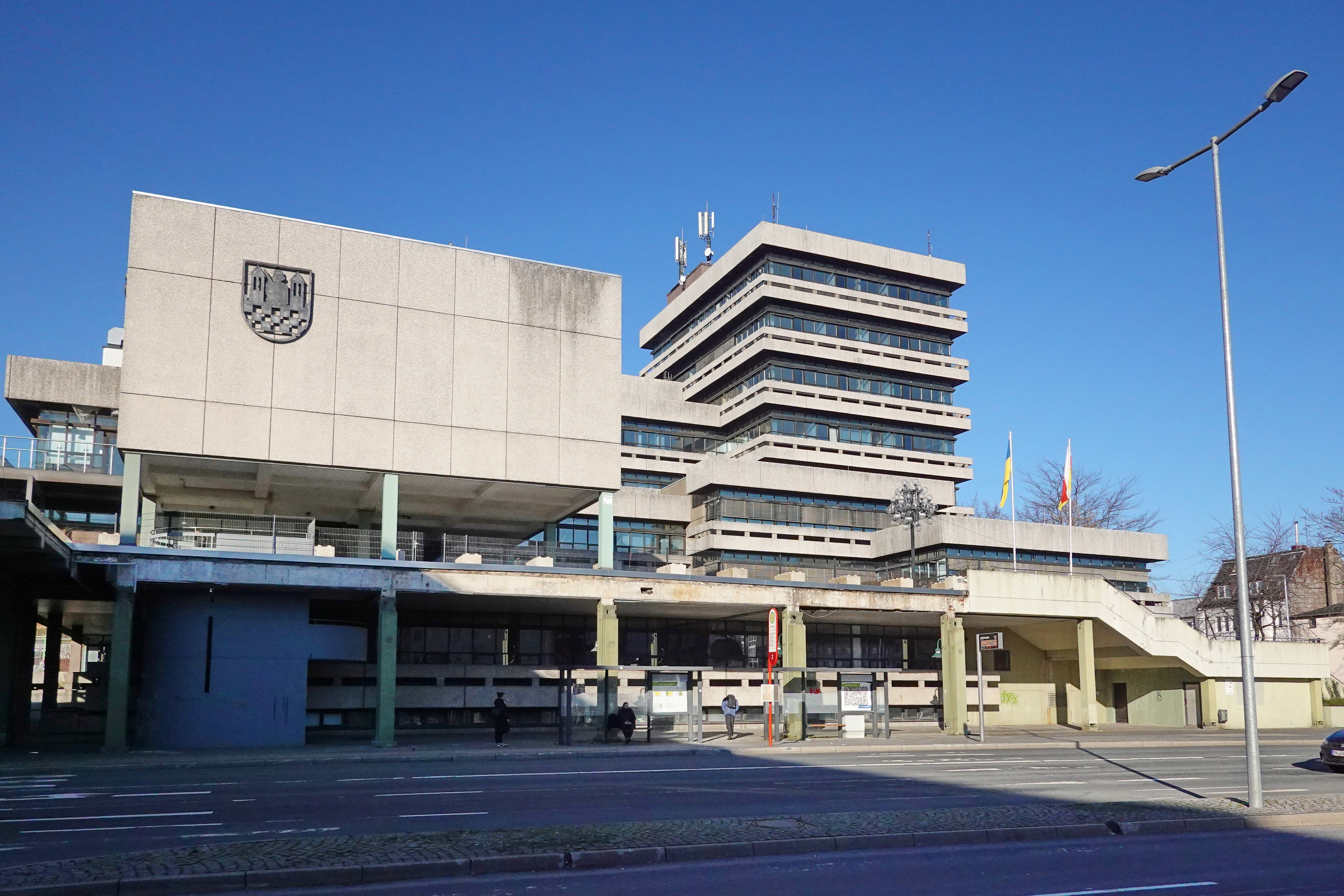
Rathaus mit Treppenaufgang vom Theodor-Heuss-Ring nach Abbruch der Schillerplatzbrücke (Südwestansicht, 2023)

Das Rathaus der Stadt Iserlohn ist ein denkmalgeschütztes Gebäude, das 1974 nach Entwürfen einer Arbeitsgruppe Iserlohner Architekten nördlich des innerstädtischen Schillerplatzes errichtet wurde. Am 6. Dezember 1974 wurde es feierlich eingeweiht und ersetzte das Alte Rathaus.

## Architektur und Geschichte
Im Zuge der Stadtsanierung in den 1960er- und 1970er-Jahren und der anschließenden Neugestaltung der Innenstadt kam es auch zum Bau eines Warenhauses, dem Ausbau der Stadtsparkasse, einem neuen Marktplatz mit einer darunter liegenden Tiefgarage und des neuen Rathauses.
Nach dem Abbruch des 1928 gebauten Feuerwehrgerätehauses am 23. Februar 1972 wurde in einer zweieinhalbjährigen Bauzeit an dieser Stelle das sogenannte neue Rathaus (I) in Stahlaluminium-Skelettbauweise mit scheibenartig ausgebildeten Geschossdecken in Stahlbeton mit einem Rastermaß von 7,20 × 7,20 m errichtet. Baubeginn war der 24. April 1972.
Da aufgrund der geologischen Voraussetzungen und wegen des Galmeibergbaus im 18. und 19. Jahrhundert das zu bebauende Gelände nicht berechenbar war, wurde das Gebäudefundament mit drei Untergeschossen nicht in den Untergrund eingebracht, sondern oberirdisch auf Straßenebene des heutigen Theodor-Heuss-Ringes angelegt. Dies führte dazu, dass der im Erdgeschoss liegende Haupteingang des Rathauses mit dem Niveau des mit dem Warenhaus und Marktplatz bebauten Schillerplatzes eine Ebene bilden konnte. Die in den 1960er-Jahren über die Luisenstraße (seit 7. Oktober 1975 Theodor-Heuss-Ring) errichtete Behelfsbrücke wurde 1973 durch den Neubau der breiten Fußgängerbrücke, die das neue Rathaus mit dem Schillerplatz verband, ersetzt. Auf dem Brückenbauwerk fanden ein Verkaufspavillon sowie Bäume, Bänke und Blumenkübel Platz. Vom Theodor-Heuss-Ring führten eine neu angelegte Treppe und eine neu errichtete Rolltreppe auf die Fußgängerbrücke zum Haupteingang des Rathauses und zum gegenüberliegenden Schillerplatz.
Aufgrund der unterschiedlichen Bodenverhältnisse kam es beim Bau des Rathauses zur Staffelung der einzelnen Gebäudeelemente mit unterschiedlichen Höhen. Auf dem östlichen Teil des Geländes, dessen Untergrund aus Plattenkalk besteht, konnte ein sechsgeschossiges Gebäudeelement entstehen. Auf den westlichen und nördlichen Teilbereichen des Geländes, entstanden zwei- und dreigeschossige Gebäudeelemente, da ein Bodengutachten an dieser Stelle Bergsenkungsgebiet auswies. Das Gebäudefundament und die  Untergeschosse befinden sich unterhalb des Niveaus der Brücke zum Schillerplatzes direkt am Theodor-Heuss-Ring, der stark von Straßenverkehr frequentiert ist.
Für die Fassadengestaltung wurden an den Stahlaluminium-Skelettbau Waschbetonfertigteile, die herausragen und deren Ansichtsflächen mit hellem Carrara-Kiesel in grober Körnung versehen sind, angebracht. Die rasterförmigen Fensterformate mit bronzeeloxierten dunklen Aluminiumrahmen im Hintergrund, bringen eine klare horizontale Gliederung und ein Bild der Gesamtheit der unterschiedlich hohen und im Grundriss versetzten Gebäudeteile.
Der vorgelagerte südlichste Gebäudeteil, der auf Pfeiler aufgeständert ist, fällt besonders ins Auge, da er ohne Fenster ist. Er ist ebenfalls mit Waschbetonfertigteilen mit Carrara-Kiesel verkleidet. Hier wurden Sichtfugen horizontal und vertikal mit eingearbeitet, um einen Kontrast zur horizontalen Lagerung des Kubus zu bilden. Auf der Südseite dieses Kubus befindet sich ein großes, aus Stahl gefertigtes Stadtwappen. An der Ostfassade ist ein großes rotes Herz rechts neben dem Schriftzug „RATHAUS“ angebracht. Der Schriftzug befindet sich auch auf der Westfassade.

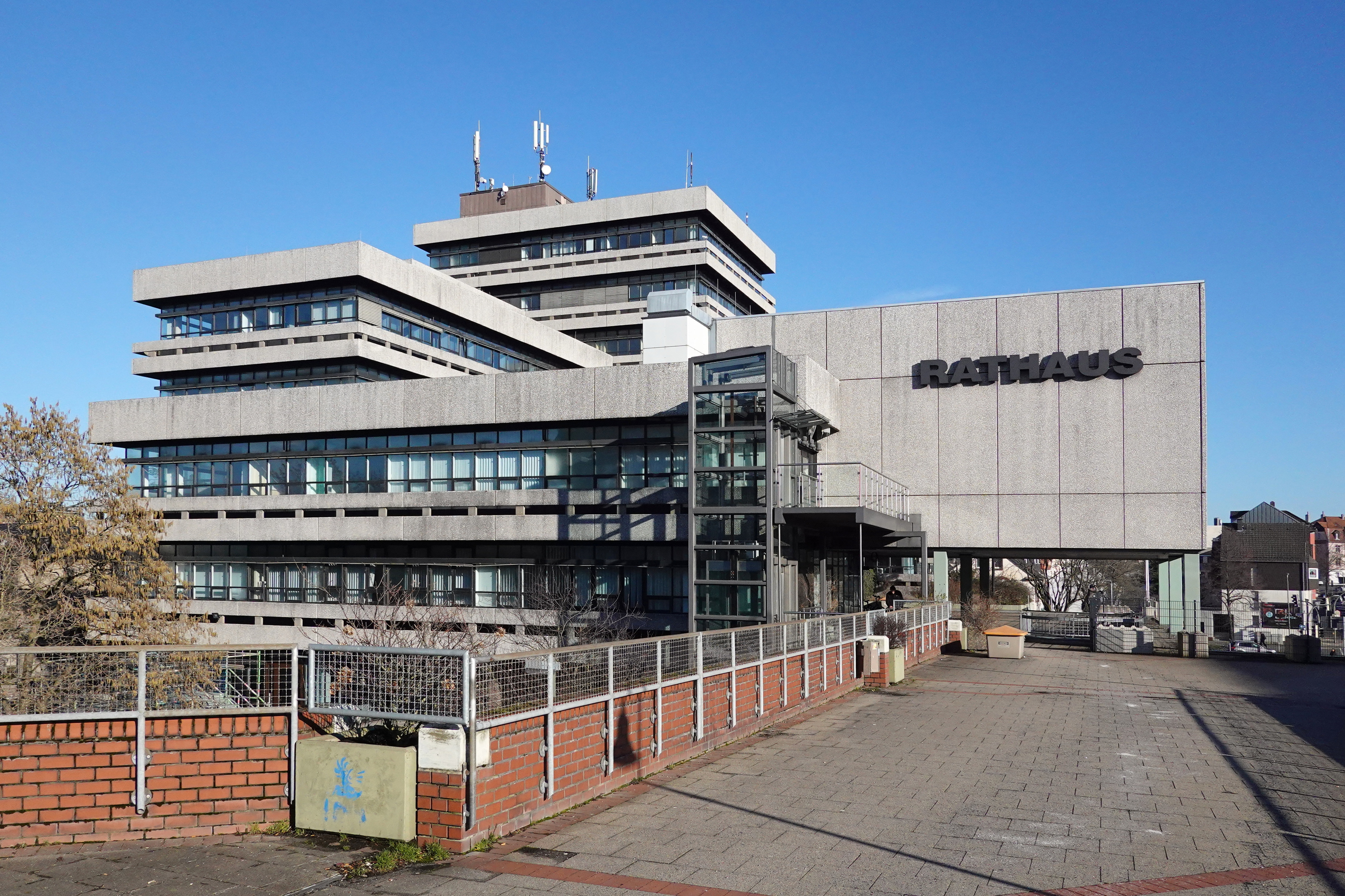
Rathaus mit Fußgängerbrücke über die Nordstraße (Westansicht, 2023)

In den Jahren 1987 bis 1989 folgte eine Erweiterung des Rathauses (I) durch einen Neubau (Rathaus II, technisches Rathaus) in direkter Nachbarschaft. Über eine Fußgängerbrücke über die Nordstraße werden beide Rathauskomplexe miteinander verbunden.
2018 wurde das Verwaltungsgebäude (Rathaus I mit Brücke und Schillerplatz) als Denkmal unter Schutz gestellt und in die Liste der Baudenkmäler der Stadt Iserlohn unter laufender Nummer 248 eingetragen.
Im Oktober 2019 wurde die 1974 errichtete sogenannte Schillerplatz-Brücke, die auch mit unter Denkmalschutz stand, wegen fehlender Standsicherheit abgerissen. 2022/2023 folgten der Abriss des Marktplatzes mit der Tiefgarage und dem Warenhaus.
Aufgrund erheblicher Brandschutzmängel und problematisch gewordenem Baugrund, der eine völlig neue statische Gründung des Rathauses mittels neuer Stützen erfordern würde, wird die Aberkennung des Denkmalschutzes diskutiert. Der Landschaftsverband Westfalen-Lippe war zu dem Ergebnis gekommen, dass eine Sanierung nicht zumutbar sei und wird aus diesem Grund voraussichtlich der Aberkennung des Denkmalschutzes nicht widersprechen.